# Пифагор (лунный кратер)
Кратер Пифагор (лат.  Pythagoras) — большой и глубокий молодой ударный кратер в северном полушарии видимой стороны Луны. Название присвоено Михаэлем Флоран ван Лангреном в честь древнегреческого философа и математика Пифагора Самосского (570—490 гг. до н. э.) и утверждено Международным астрономическим союзом в 1935 г. Образование кратера относится к эратосфенскому периоду.

## Описание кратера

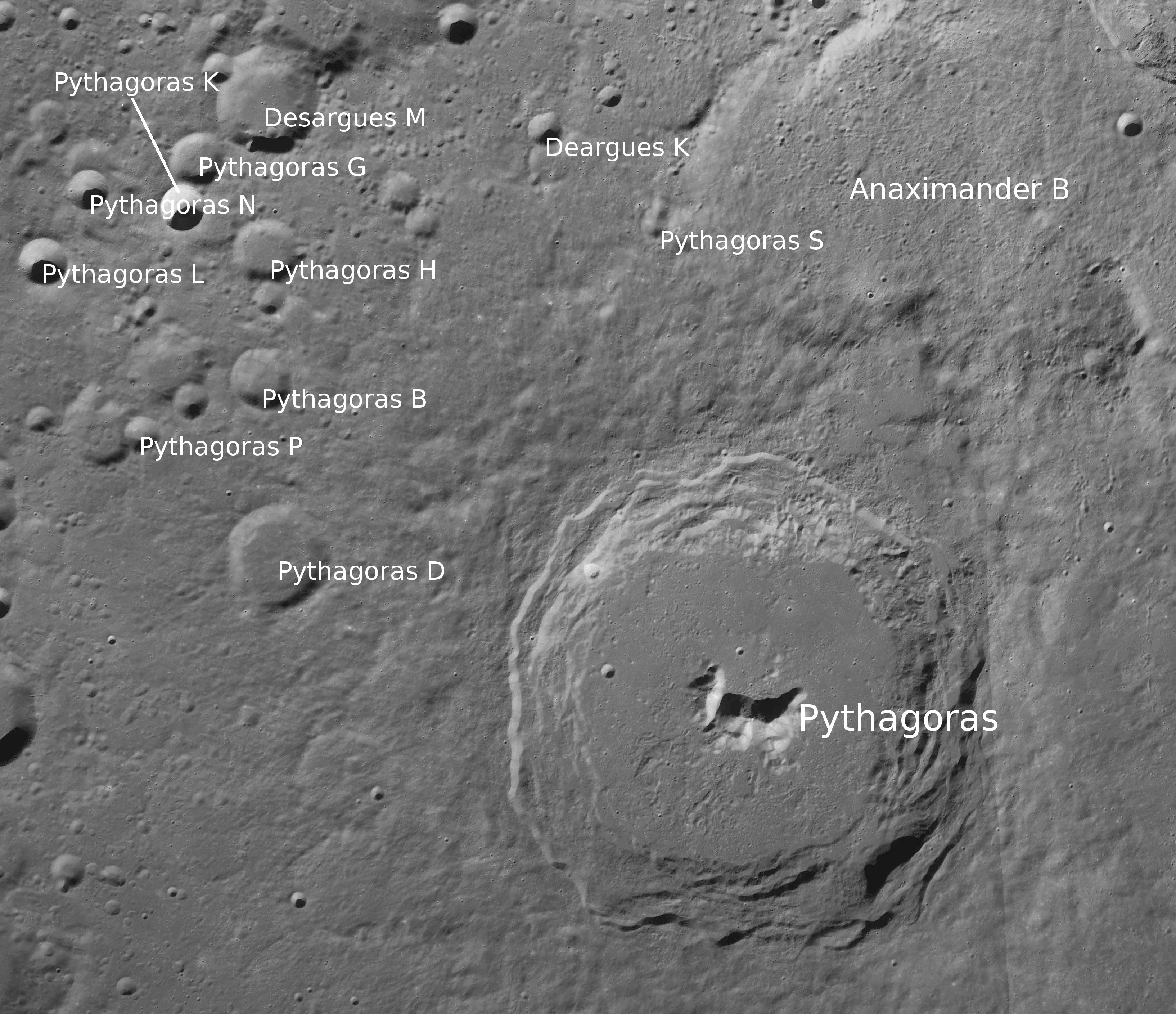
Окрестности кратера Пифагор. Снимок зонда Lunar Reconnaissance Orbiter.

Ближайшими соседями кратера являются кратер Дезарг на северо-западе; кратер Анаксимандр на северо-востоке; кратер Беббидж на юго-юго-востоке; кратер Энопид на юге и кратер Клеострат на западо-юго-западе. На юго-юго-востоке от кратера располагается Залив Росы, на юго-юго-западе - Океан Бурь. Селенографические координаты центра кратера 63°41′ с. ш. 62°59′ з. д. / 63,68° с. ш. 62,98° з. д., диаметр 144,6 км, глубина 5250 м.
Кратер Пифагор имеет полигональную форму и практически не разрушен. Вал с чётко очерченной кромкой и массивным внешним склоном, внутренний склон вала широкий, с ярко выраженной террасовидной структурой. У подножия внутреннего склона находятся осыпи пород. Высота вала в северной части над дном чаши достигает 5200 м, объём кратера составляет приблизительно 22 300 км³. Дно чаши сравнительно ровное, возможно переформированное лавой, за исключением холмистой юго-западной части. В центре чаши расположены три массивных пика высотой 3270 м (центральный пик) и 3180 м (восточный пик). Состав центральных пиков - анортозит (A), габбро-норито-троктолитовый анортозит с содержанием плагиоклаза 85-90 % (GNTA1).

## Сателлитные кратеры

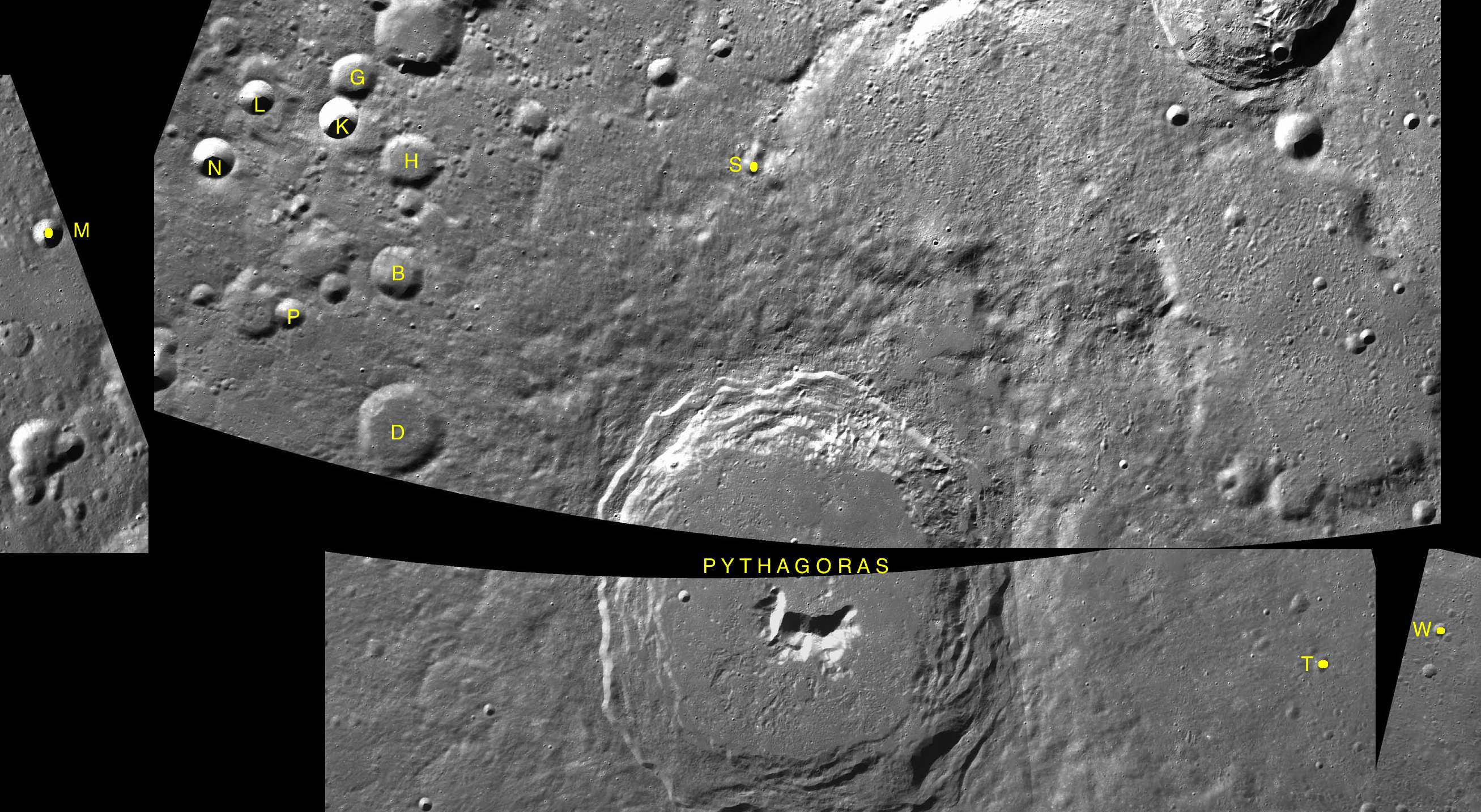
Фрагменты карт LAC-2, LAC-9, LAC-10, LAC-11.

| Пифагор | Координаты                                            | Диаметр, км |
| ------- | ----------------------------------------------------- | ----------- |
| B       | 66°01′ с. ш. 73°20′ з. д. / 66,02° с. ш. 73,33° з. д. | 17,3        |
| D       | 64°31′ с. ш. 72°22′ з. д. / 64,51° с. ш. 72,36° з. д. | 28,8        |
| G       | 67°47′ с. ш. 75°47′ з. д. / 67,78° с. ш. 75,79° з. д. | 14,5        |
| H       | 67°07′ с. ш. 73°46′ з. д. / 67,11° с. ш. 73,76° з. д. | 19,1        |
| K       | 67°21′ с. ш. 75°50′ з. д. / 67,35° с. ш. 75,84° з. д. | 12,0        |
| L       | 67°18′ с. ш. 78°02′ з. д. / 67,3° с. ш. 78,03° з. д.  | 11,3        |
| M       | 67°23′ с. ш. 80°32′ з. д. / 67,38° с. ш. 80,54° з. д. | 9,3         |
| N       | 66°35′ с. ш. 78°35′ з. д. / 66,59° с. ш. 78,58° з. д. | 13,1        |
| P       | 65°20′ с. ш. 75°36′ з. д. / 65,34° с. ш. 75,6° з. д.  | 9,5         |
| S       | 67°45′ с. ш. 65°00′ з. д. / 67,75° с. ш. 65° з. д.    | 7,1         |
| T       | 62°30′ с. ш. 51°40′ з. д. / 62,5° с. ш. 51,66° з. д.  | 5,8         |
| W       | 63°13′ с. ш. 49°21′ з. д. / 63,21° с. ш. 49,35° з. д. | 4,1         |

## Наблюдение
- Интерес: Исключительное образование
- Период наблюдений: 5 день после Первой четверти или 4 день после Последней четверти
- Необходимый инструмент: 10x бинокль

## Атласы
- На карте Рюкла: 2 Pythagoras
- Стр. у Вискарди: 405
- На карте Хэтфилда: 6f7 / 8a8
- Атлас Вестфола: 067N 075N 080N Q2N 213N 225N 233N 237N 247 N
- Lunar Orbiter: IV-176-H1 IV-176-H2 IV-190-H1 IV-190-H2 IV-190-M
- Морфологический каталог кратеров Луны: 133

## См.также
- Список кратеров на Луне
- Лунный кратер
- Морфологический каталог кратеров Луны
- Планетная номенклатура
- Селенография
- Минералогия Луны
- Геология Луны
- Поздняя тяжёлая бомбардировка